# Jonça
|  | Aquest article tracta sobre l'espècie Aphyllanthes monspeliensis, per a d'altres espècies vegeu Jonça (desambiguació). |

La jonça (Aphyllanthes monspeliensis), és una planta amb flors que pertany a la família de les asparagàcies i és l'única espècie del gènere monotípic Aphyllanthes.
Addicionalment pot rebre els noms de clavells de pastor, flor del pa, jonça borda, joncelles, jonces, joncosa, jonquet blau, junça, junça de muntanya, junceta, junquet, junqueta i pa de cucut.

## Descripció
Es tracta d'una planta herbàcia perenne, un hemicriptòfit de 10 a 60 cm d'alt, amb les fulles reduïdes a beines de 3 a 8 cm. Les tiges fan la fotosíntesi i són d'un verd grisenc amb aspecte de jonc. Floreix de març a agost amb flors blaves o molt rarament blanques, i fa un fruit en càpsula. També es coneix amb el nom popular de pa de cucut.

## Distribució
La seva distribució mundial és al nord-oest del Mediterrani des d'Occitània fins a la península Ibèrica, Itàlia, Còrsega i punts del nord d'Àfrica (Marroc, Algèria i Líbia). És comuna als Països Catalans, llevat de les Balears.

## Hàbitat
Es pot trobar en pinedes i garrigues amb romaní i timonedes. Constitueix un tipus de pastura seca fins als 1.500 metres d'altitud. És rara als llocs més àrids i inexistent a la plana dels voltants de València o al litoral i prelitoral del Llobregat al Ter.
- Fullatge
- Flors